# کاخ الیت کیش
کاخ الیت کیش مربوط به دوره معاصر - دوره پهلوی است و در جزیره کیش، شرق جزیره کیش، جنب مجمتع‌های مسکونی آفتاب واقع شده و این اثر در تاریخ ۱۰ اسفند ۱۳۸۷ با شمارهٔ ثبت ۲۴۳۸۰ به‌عنوان یکی از آثار ملی ایران به ثبت رسیده است.
کاخ مذکور که محل اقامت محمدرضا پهلوی بوده، سالهای اخیر تبدیل به زباله دانی شده است.